# هوغو باول
هوغو باول (بالألمانية: Hugo Paul)‏ هو سياسي ألماني، ولد في 28 أكتوبر 1905 في ألمانيا، وتوفي في 12 أكتوبر 1962 ببرلين في ألمانيا. حزبياً، نشط في الحزب الشيوعي في ألمانيا. انتخب عضو مجلس النواب الألماني للجمهورية فايمار وانتخب عضو مجلس الشورى الموحد شمال الراين وستفاليا خلال فترته النيابية ‏ وانتخب عضو في البوندستاغ الألماني خلال فترته النيابية ‏ (7 سبتمبر 1949 – 7 سبتمبر 1953).

## روابط خارجية
- هوغو باول على موقع مونزينجر (الألمانية)